# Luigi Pozzi
Luigi Pozzi (Mariano Comense, 12 maggio 1923 – ...) è stato un calciatore italiano, di ruolo attaccante.

## Caratteristiche tecniche
Giocava come ala destra.

## Carriera
Dopo una stagione in Serie C nel Legnano passa alla Impero, con cui nella stagione 1941-1942 gioca in Prima Divisione. Viene poi acquistato dal Milan, squadra di Serie A, con cui nella stagione 1942-1943 esordisce in massima serie in Torino-Milan (0-1) del 22 novembre 1942. Gioca poi altre due partite in Serie A ed una partita in Coppa Italia, contro il Torino il 16 maggio 1943 (5-0 per i granata il risultato finale). Dopo la guerra torna al Milan dove rimane per tutta la stagione 1945-1946, in Divisione Nazionale, senza però mai giocare in gare ufficiali; a fine anno viene messo in lista di trasferimento dai milanesi.